# Список прем'єр-міністрів Узбекистану
Згідно з Конституцією Республіки Узбекистан, прем'єр-міністр та його заступники призначаються президентом. Надалі запропонована кандидатура розглядається Парламентом Узбекистану.

## Список прем'єр-міністрів Узбекистану

### Узбецька РСР
- лютий 1925 — червень 1937 — Файзулла Ходжаєв
- червень — жовтень 1937 — Абдулла Карімович Карімов
- жовтень 1937 — липень 1938 — Султан Сегізбаєвич Сегізбаєв
- 23 липня 1938 — 21 серпня 1950 — Абдуджабар Абдужабарович Абдурахманов
- 21 серпня 1950 — 18 травня 1951 — Абдуразак Мавлянов
- 18 травня 1951 — 7 квітня 1953 — Нуритдін Акрамович Мухітдінов
- 7 квітня 1953 — 18 грудня 1954 — Усман Юсупов
- 18 грудня 1954 — 22 грудня 1955 — Нуритдін Акрамович Мухітдінов
- 22 грудня 1955 — 30 грудня 1957 — Сабір Камалович Камалов
- 30 грудня 1957 — 16 березня 1959 — Мансур Зіяйович Мірза-Ахмедов
- 16 березня 1959 — 27 вересня 1961 — Аріф Алімович Алімов
- 27 вересня 1961 — 25 лютого 1971 — Рахманкул Курбанов
- 25 лютого 1971 — 19 листопада 1984 — Нармахонмаді Джурайович Худайбердиєв
- 19 листопада 1984 — 21 жовтня 1989 — Гайрат Хамідуллайович Кадиров
- 21 жовтня 1989 — 26 березня 1990 — Мірахат Мірхаджийович Міркасимов
- 26 березня — 1 листопада 1990 — Шукурулла Рахматович Мірсаїдов

### Узбекистан
- 13 листопада 1990 — 8 січня 1992 — Іслам Абдуганійович Карімов
- 13 січня 1992 — 21 грудня 1995 — Абдулхашим Муталович Муталов
- 21 грудня 1995 — 11 грудня 2003 — Уткір Тухтамурадович Султанов
- 12 грудня 2003 — 13 грудня 2016 — Шавкат Міромонович Мірзійоєв
- 14 грудня 2016 — н. в. — Абдулла Нігматович Аріпов